# Buenavista del Norte
Buenavista del Norte è un comune spagnolo parte della comunità autonoma delle Canarie. Si trova all'estremo nord-ovest dell'isola percorrendo la TF42. Rispetto ai due aeroporti, è equidistante, 65 km da  Los Rodeos a San Cristóbal de La Laguna al nord e 66 km da  Reina Sofia al sud percorrendo la TF436, la tortuosa strada di Masca.
Le strade della città seguono l'architettura sobria tipica andalusiana con influenza dei conquistadores miscelata alle tradizioni degli antichi abitanti, sia portoghesi che Guanches. La scarsità di risorse ha caratterizzato lo spirito locale di conservazione che mantiene vive le tradizioni artigianali come la lavorazione dell'osso,  del legno, della canna e della paglia ottenute dalle foreste regionali.

## Posizione Geografica

### Localizzazione
Il comune di Buenavista del Norte è situato all'estremità nord-occidentale dell'isola di Tenerife, confinante con i comuni di Los Silos ad est e Santiago del Teide a sud. È collegato con il primo dalla TF42 e con il secondo dalla panoramica strada di Masca a 650 m di altitudine.
La superficie totale del comune è di soli Template:M67,42, appena il 3% della superficie dell'intera isola. I monti sono di formazione vulcanica, nota come il massiccio di Teno, avvenuta oltre 7 milioni di anni. Il massiccio costituisce la più grande sezione del territorio ma conta solo pochi abitanti.

## Distribuzione della popolazione
La maggior parte della popolazione (75%) vive nella capitale comunale situata nella parte bassa del comune conosciuta come Isla Baja (Isola Bassa), bassa rispetto alle montagne verticali circostanti. La maggior parte degli altri abitanti risiedono a El Palmar (9%) a 300-500 m sul livello del mare sulla TF436 o ancora più in alto, lungo la stessa strada a Las Portelas (6%) a 650 m sopra il livello del mare. La zona di Las Canteras, in basso confinante con Los Silos conta un altro 5,5% della popolazione, mentre le località rimanenti, Masca, Teno e Los Carrizales sono scarsamente popolate. I caratteristici villaggi di Masca, Teno Alto, Los Carrizales, El Palmar, Las Portelas e Las Lagunetas preservano le antiche tradizioni agricole delle isole Canarie mentre la parte costiera inferiore è più moderna e territorialmente domina la coltivazione delle banane finanziata da  sussidi europei.

## Flora e Fauna

### Vegetazione Costiera
L'ambiente costiero bioclimatico è classificato come inframediterraneo .

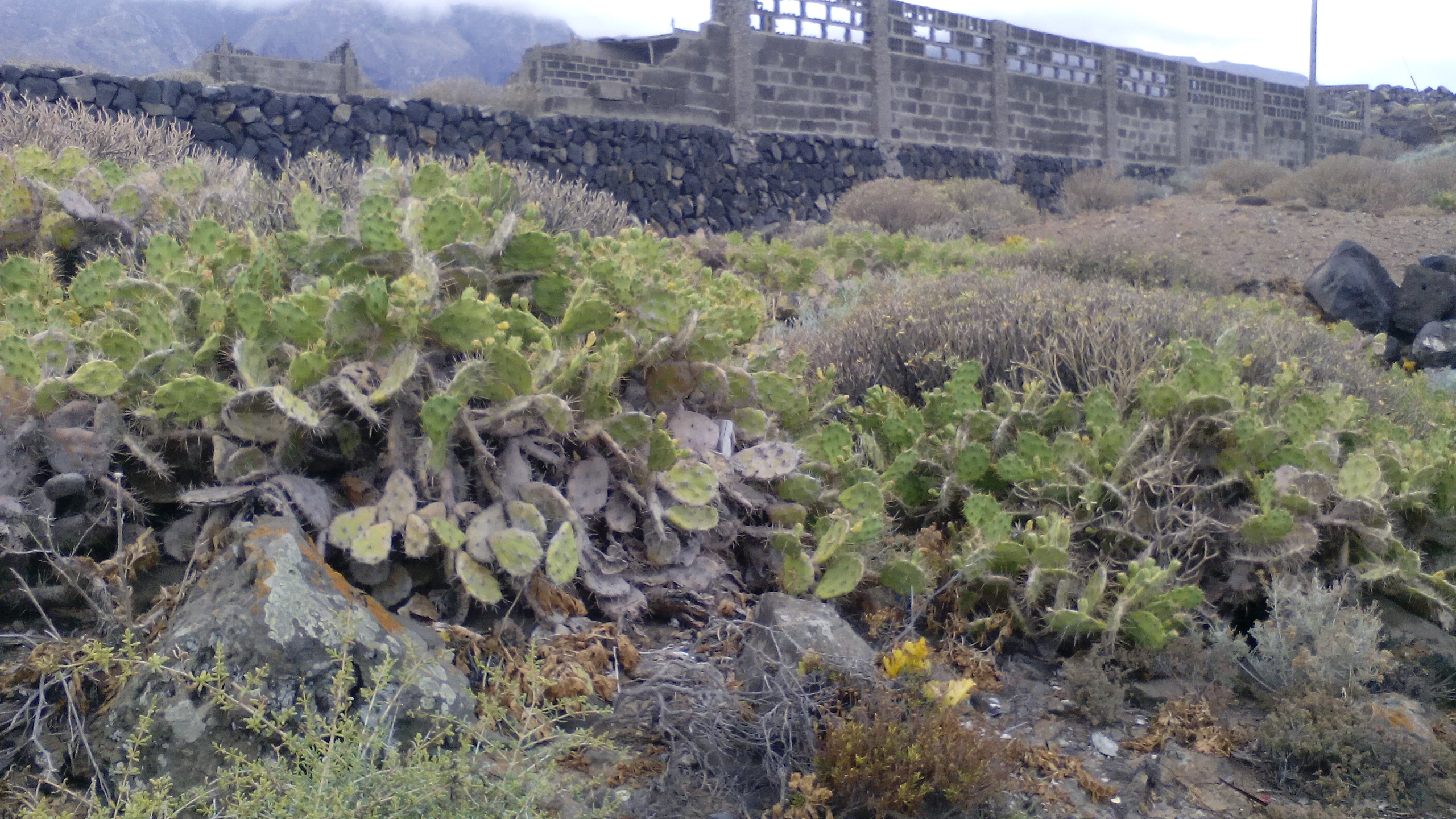
Fico d'India e Tabaiba

 La vegetazione è composta sia da specie native che da quelle importate che insieme formano un ecosistema simbiotico in cui le specie invasive forniscono protezione da traffico umano, dai forti venti o dall'erosione idrica per le piante native. Questo è esemplificato che la crescita ad alta densità di  Fico d'India e Euphorbia balsamifera conosciuto localmente come tabaiba. Entrambi sono abbondanti lungo la regione costiera a circa 30 metri dall'oceano, da Punta Teno all'estremità ovest dove si trova un famoso faro omonimo fino all'altro faro di Buenavista, vicino al confine con Los Silos.
 Anche prominente a causa della sua dimensione è l'Euforbia canariensis. Due varietà di Patellifolia, patellaris e procumbens, si trovano spesso molto vicino alla riva. Molte delle sue caratteristiche assomigliano allo spinacio della Nuova Zelanda (Tetragonia) con cui condivide una forte tolleranza salina e la modalità di propagazione. Alcuni esempi di Verode si possono trovare vicino alle scogliere basaltiche. Questa pianta diventa più dominante nell'entroterra, ed è abbondante sulla cupola vulcanica con un cratere che è stato convertito in serbatoio per l'acqua, noto come Embalse Montaña de Taco a sud del faro di Buenavista. Una pianta eccezionalee che sembra sopravvivere anche sradicata rimanendo capace di fiorire. La sua fioritura avviene prima della stagione piovosa, con dei fiori bianchi che formano semi che si propagano con il vento a modo di  soffione.
Si incontra frequentemente la specie di  margherita, (coronopifolium o adauctum ) e tra gli  asparagi la specie Asparagus pastorianus , da evitare il contatto poiché è piuttosto spinosa. Molto caratteristica a causa delle grandi foglie è Astydamia latifolia facilmente riconoscibile come una pianta della  famiglia del sedano dovuta alla sua fragranza caratteristica simile a quella dell' angelica. È importante nella trasformazione stagionale del paesaggio costiero  verso il verde nella stagione delle piogge, mentre perde la maggior parte delle sue foglie durante il periodo secco. Poi germoglia di nuovo dal rizoma dopo le prime piogge autunnali. I grandi cespugli di Salsola divaricata , una pianta grassa, rimangono prevalentemente verdi anche nella stagione secca e fioriscono dopo le piogge. La Schizogyne sericea una pianta che assomiglia molto all' elicriso italiano è onnipresente e forma grandi cespugli dai fiori gialli. La presenza di  Finocchio marino è riconoscibile dal suo odore distinto, dal colore grigio-verde e dalle sue foglie succulente, si trova spesso sulle scogliere basaltiche a pochi metri dall'oceano ma raramente nell'entroterra a più di 200 metri. Altre piante comuni sono: Euphorbia aphylla, Hyoscyamus albus, Mesembryanthemum crystallinum, Monanthes laxiflora  Nicotiana glauca, Periploca laevigata.